# Storgårdskvarter

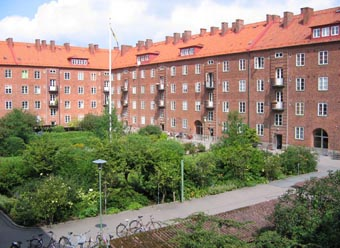
Kvarteret Öda, Föreningsgatan. Ett av Malmös första storgårdskvarter. Byggt 1924-26, arkitekt Carl Melin.

Storgårdskvarteren var en reaktion på kvarter med tätt bebyggda bakgårdar. Ett exempel på sådana kvarter är kv. Eldaren i Birkastaden i Stockholm, byggt 1902-03.

Storgårdskvarter är en byggnadstyp för bostäder där byggnaden utformas som ett slutet kvarter kring en gemensam innergård, ibland med oregelbundna former anpassade till topografin för att skapa växlande gatuvyer och tilltalande platsbildningar.

## Historik i Sverige
Innan storgårdskvarter började byggas i Sverige under 1910- och 1920-talen, bebyggdes kvarterens bakgårdar med gårdshus i syfte att maximalt utnyttja tomtmarken. Detta resulterade ofta i dåliga ljusförhållanden samt att gården inte gick att använda som mötesplats för hela kvarteret. Genom att bygga storgårdskvarter önskade arkitekter och stadsplanerare, bland annat Per Olof Hallman, att bryta stadsrummets stela rektangulära kvarter och raka gator, göra bostäderna ljusare och hälsosammare, samt öka den sociala sammanhållningen och kontakten mellan grannar. 
Införande av storgårdskvarter som social åtgärd, föreslogs av Bostadskommissionen, samt av efterföljaren "Kommittén angående bostadssociala minimifordringar" under 1910- och 1920-talen. Storgårdskvarteren krävde ny lagstiftning, eftersom gårdarna var attraktiv byggmark centralt i städerna, och därmed bebyggdes om ingen speciallagstiftning fanns. Förebilderna kom från olika håll, men en inspiration var Camillo Sittes trädgårdsstad. Även i Wien och Barcelona drevs tanken om grannkontakt genom stadsplanering under 1910- och 1920-talen.
Storgårdskvarteret ersattes i Sverige av smalhuset som ideal under 1930-talet.

### Exempel
Göteborg

- Landshövdingehus på Erik Dahlbergsgatan, Göteborg, 1916.

Stockholm
- Rödabergsområdet
- Lärkstaden
- Blecktornsområdet
- Helgalunden

Gävle
- Kvarteret Albion[5]